# Dasyphyllum chapadense
Dasyphyllum chapadense là một loài thực vật có hoa trong họ Cúc. Loài này được (S.Moore) Cabrera mô tả khoa học đầu tiên năm 1998.